# Франклін (Іллінойс)
Франклін (англ. Franklin) — селище (англ. village) в США, в окрузі Морган штату Іллінойс. Населення — 610 осіб (2010).

## Географія
Франклін розташований за координатами 39°37′17″ пн. ш. 90°2′52″ зх. д. / 39.62139° пн. ш. 90.04778° зх. д. (39.621259, -90.047793).  За даними Бюро перепису населення США в 2010 році селище мало площу 1,93 км², уся площа — суходіл.

## Демографія
Згідно з переписом 2010 року, у селищі мешкало 610 осіб у 247 домогосподарствах у складі 162 родин. Густота населення становила 317 осіб/км².  Було 274 помешкання (142/км²).
Расовий склад населення:
| - 96,9 % — білих - 0,7 % — корінних американців |

До двох чи більше рас належало 1,8 %. Частка іспаномовних становила 1,6 % від усіх жителів.
За віковим діапазоном населення розподілялося таким чином: 26,1 % — особи молодші 18 років, 61,9 % — особи у віці 18—64 років, 12,0 % — особи у віці 65 років та старші. Медіана віку мешканця становила 37,3 року. На 100 осіб жіночої статі у селищі припадало 102,7 чоловіків;  на 100 жінок у віці від 18 років та старших — 94,4 чоловіків також старших 18 років.
Середній дохід на одне домашнє господарство  становив 73 355 доларів США (медіана — 59 583), а середній дохід на одну сім'ю — 90 696 доларів (медіана — 71 875). За межею бідності перебувало 17,4 % осіб, у тому числі 35,7 % дітей у віці до 18 років та 5,6 % осіб у віці 65 років та старших.
Цивільне працевлаштоване населення становило 264 особи. Основні галузі зайнятості: освіта, охорона здоров'я та соціальна допомога — 29,9 %, виробництво — 11,4 %, фінанси, страхування та нерухомість — 11,4 %.